# جوردن وليامز
جوردن وليامز (بالإنجليزية: MJ Williams)‏ (6 نوفمبر 1995 بانغور المملكة المتحدة - ) هو لاعب كرة قدم بريطاني يلعب كلاعب وسط.

## روابط خارجية
- جوردن وليامز على موقع الاتحاد الأوربي (الإنجليزية)
- جوردن وليامز على موقع قاعدة بيانات كرة القدم.إي يو (الإنجليزية)
- جوردن وليامز على موقع Soccerbase.com (لاعب) (الإنجليزية)
- جوردن وليامز على موقع Soccerway.com (الإنجليزية)
- جوردن وليامز على موقع AS.com (الإسبانية)